# Mitsubishi G3M
Le Mitsubishi G3M est le premier bombardier moderne japonais. Il était désigné sous le code Nell par les alliés. Il constitua le fer de lance de la marine impériale japonaise lors de la première année de la guerre. La version transport fut dénommée Tina.

## Conception
Le prototype du G3M, appareil bimoteur à train rétractable, vola pour la première fois en avril 1934 et révéla aussitôt d'excellentes qualités aérodynamiques et de très bonnes performances. En juin 1936, apparut la première version, G3M1, dont seulement 34 exemplaires furent construits. En effet, l'adoption de moteurs plus puissants donna naissance au G3M2 produit à 743 exemplaires. La dernière version, G3M3, fut produite à partir de 1941. 243 exemplaires sortirent des chaînes avant l'arrêt de la production en 1943.

## Engagements
- Guerre sino-japonaise
- Toutes les opérations japonaises dans le Pacifique au début du conflit